# (1335) Demoulina
(1335) Demoulina est un astéroïde de la ceinture principale découvert le 7 septembre 1934 par l'astronome allemand Karl Wilhelm Reinmuth. Le lieu de découverte est Heidelberg (024). Sa désignation provisoire était 1934 RE.
Il a été découvert, indépendamment, le 13 septembre à Uccle par Eugène Delporte. Cette seconde découverte fut publiée avant celle du 7 septembre 1934.
Il fut nommé en l'honneur du mathématicien belge Alphonse Demoulin.

## Sources